# 弗里萨克
弗里萨克（德語：Friesack）是德国勃兰登堡州的一个市镇，隶属于哈弗尔兰县。总面积为84.01平方千米，截至2020年总人口为2524人。